# Sleepy LaBeef
Thomas Paulsley LaBeff (Smackover, Arkansas, 20 de julio de 1935 – Siloam Springs, Arkansas, 26 de diciembre de 2019), conocido artísticamente como Sleepy LaBeef, fue un cantante, músico y actor estadounidense.

## Trayectoria artística

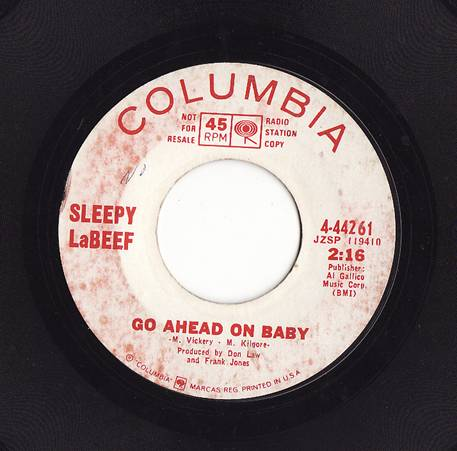
Go Ahead on Baby by Sleepy LaBeef, Columbia late 1960s.

LaBeef nació en Smackover, Arkansas, El apellido familiar era originariamente LaBoeuf.

## Discografía

### Singles
| Year | Title | Record label            |
| ---- | --- | ----------------------- |
| 1957 | "I’m Through" / "All Alone" | Starday Records         |
| 1957 | "I’m Through" / "All Alone" | Starday-Mercury Records |
| 1957 | "All The Time" / "Lonely" | Starday-Mercury Records |
| 1958 | "Ballad Of A Teenage Queen" / "Eskimo Pie" | Dixie Records           |
| 1958 | "Oh, Oh, I’m Falling In Love Again" / "One Week Later" | Dixie Records           |
| 1960 | "Found Out" / "Can’t Get You Out Of My Mind" | Gulf Records Records    |
| 1961 | "Turn Me Loose" / "Ridin’ Fence" | Crescent Records        |
| 1962 | "Ride On Josephine" / "Walkin’ Slowly" | Wayside Records         |
| 1963 | "Tore Up" / "Lonely" | Wayside Records         |
| 1963 | "Drink Up And Go Home" / "Teardrops On A Rose" | Finn Records            |
| 1963 | "Ride On Josephine" / "Lonely" | Picture Records         |
| 1965 | "You Can’t Catch Me" / "Everybody’s Got To Have Somebody"                                                                                                 | Columbia Records        |
| 1966 | "A Man In My Position" / "Drinking Again" | Columbia Records        |
| 1966 | "I’m Too Broke" / "I Feel A Lot More Like I Do Now" | Columbia Records        |
| 1961 | "Ballad Of A Teenage Queen" / "The Ways Of A Woman In Love"                                                                                               | Columbia Records        |
| 1969 | "Blackland Farmer" / ? | Columbia Records        |
| ---  | - "Baby, Let’s Play House" - "Don’t Make Me Go" - "Somebody’s Been Beating My Time" - "I Ain’t Gonna Take It" - "Little Bit More" - "Shame, Shame, Shame" | not issued              |

### Discos
- 1974: The Bull's night out
- 1976: Western gold
- 1978: Rockabilly 1977 (Sun Records)
- 1978: Beefy rockabilly
- 1979: Early, rare and rockin' sides
- 1979: Downhome Rockabilly (Sun Records)
- 1979: Downhome Rockabilly (Charly Records, UK)
- 1979: Rockabilly heavyweight (con Dave Travis)
- 1979 "Sleepin' in Spain" (AUVI records, Spain)
- 1979: Sleepy LaBeef and Friends (Ace Records)
- 1979: Sleepy LaBeef and Friends (Ace-Chiswick Records)
- 1980: Early, rare and rockin' sides (re-release)
- 1980: Downhome Rockabilly (re-release)
- 1981: It ain't what you eat, it's the way how you chew it (Rounder Records)
- 1982: Electricity (Rounder Records)
- 1987: Nothin' but the truth (Rounder Records) [live]
- 1990: Attack (Canciones Raras) (Barsa Promociones) [Vinyl recorded in Spain]
- 1994: Strange things Happen
- 1995: The human jukebox (Rounder Records)
- 1996: I'll never lay my guitar down (Rounder Records)
- 1996: Larger than life (6 CD-Box, compilation)
- 1997: A rockin' decade
- 1999: Flyin' saucer rock'n'roll: The very vest of Sleepy LaBeef
- 1999: The Bulls's ride out & Western gold
- 2000: Tomorrow never comes
- 2001: Rockabilly blues
- 2001: Road warrior
- 2003: Johnny's blues: A tribute to Johnny Cash (Northern Blues)[2]
- 2008: Roots
- 2008: Sleepy Rocks (Bear Family anthology)
- 2012: Rides Again